# Sulfate d'uranyle
Le sulfate d'uranyle est le composé chimique de formule UO2SO4. C'est un solide jaune citron évoquant l'aspect du sable dans sa forme cristalline pure.
Le traitement des minerais d'uranium par l'acide sulfurique H2SO4 passe par la précipitation du sulfate d'uranyle sous forme par exemple de diuranate de sodium Na2U2O7 pour donner un produit semi-fini appelé yellowcake.

## Article lié
- Uranyle